# 三菱Delica D:2
三菱Delica D:2（日语：三菱・デリカD:2）為日本鈴木汽車自2011年起開發製造、三菱汽車銷售的次緊湊型高頂旅行車，屬於鈴木Solio的兄弟車。

## 概要
這是三菱汽車第一款委由鈴木汽車OEM代工生產的車種，在後者位於靜岡縣牧之原市的相良工廠組裝製造，僅限日本國內販售。自從2001年三菱Toppo BJ Wide停產以來，原廠暌違近10年再度經營高頂旅行車之市場。關於車名的由來，「Delica」取自英文的「delivery car」，「D:2」乃以「Delica」和「2」組成，其中「2」代表多功能休旅車系列的次緊湊型車。

## 歷史

### 第一代MB15S型（2011年-2015年）
詳情請參照鈴木Solio。
2011年 - 3月10日正式上市，基本機械結構跟Solio並無差別，只有車頭造型和廠徽標誌略為不同。動力方面搭載1.2L直列四缸DOHC吸排氣Dual VVT K12B型引擎，最大馬力為91hp / 6,000rpm、扭力峰值為12.0kg·m / 4,800rpm，採用具有副變速機構的CVT無段變速箱，以日本10/15測試模式基本車型的平均油耗為22.5km/L，其他等級為21.0km/L，4WD則為20.0km/L。底盤方面採用前輪麥花臣、後輪ITL獨立拖曳臂之結構，165/45R14尺寸的經濟環保輪胎為全車系標準配備。依照車型的差異，配備包括自發光儀表板、方向盤音響控制鍵、附USB與iPod輸入功能的CD音響、4.3吋多媒體顯示螢幕、倒車顯影、衛星導航系統、恆溫空調、具有冷藏功能的手套箱、Keyless感應式門鎖、Push Start引擎啟動按鈕等。為了適應都會區的用車習慣，雙後門採取滑門式設計，且沿用鈴木Palette的車門飾板等零件。
2013年 - 12月5日進行小改款，導入引擎雙燃油噴射系統，以及新開發的eNe-CHARGE減速能源再生技術（（日語）エネチャージ減速エネルギー回生技術），在汽車減速時可將引擎動力轉換成電力，提供給汽車電裝部品（如音響）使用並減輕引擎的發電負擔；外觀上變更前後保桿、尾翼、水箱罩與15吋鋁圈的設計。

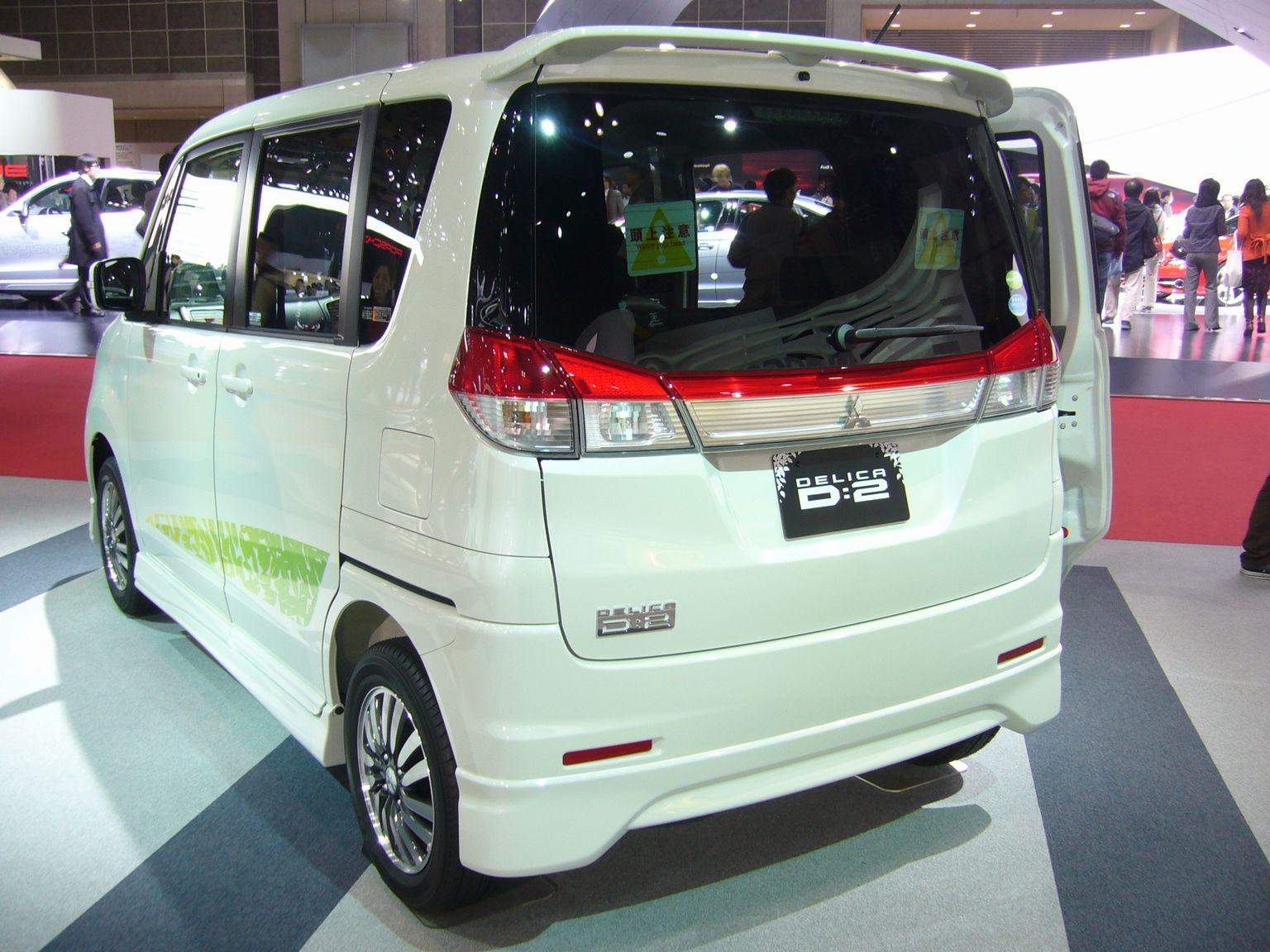
前期型車尾
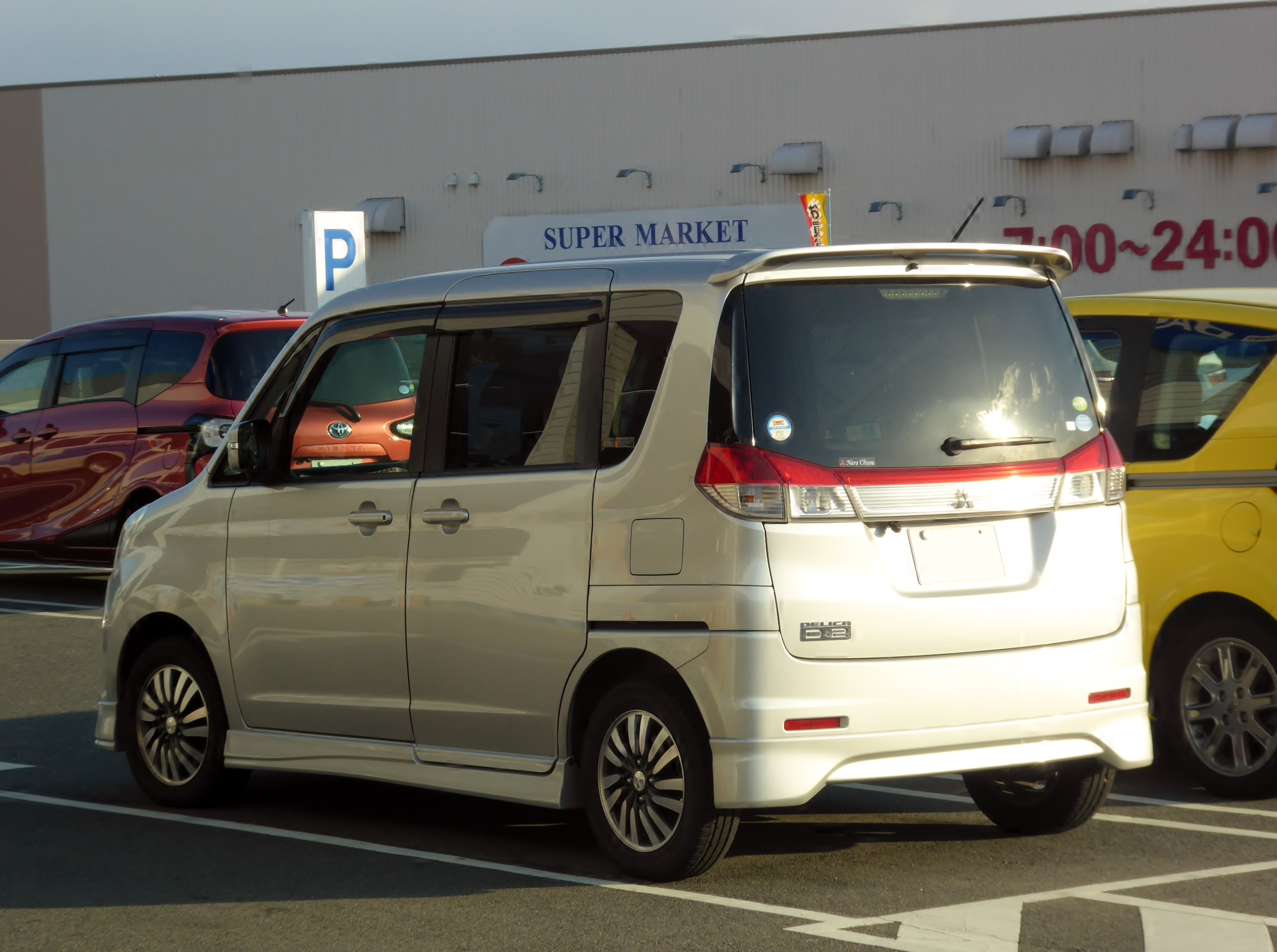
中期型車尾
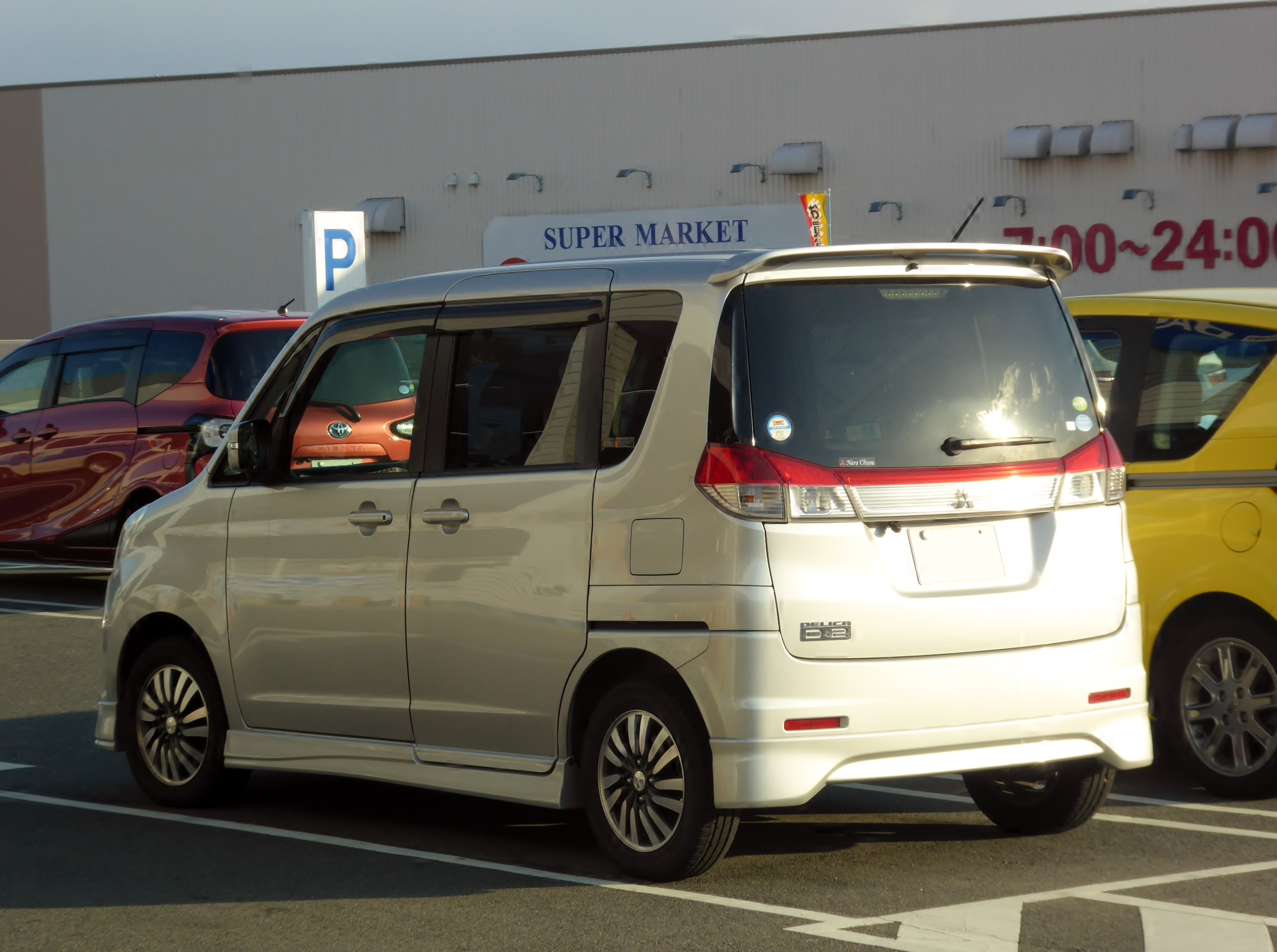
後期型車尾
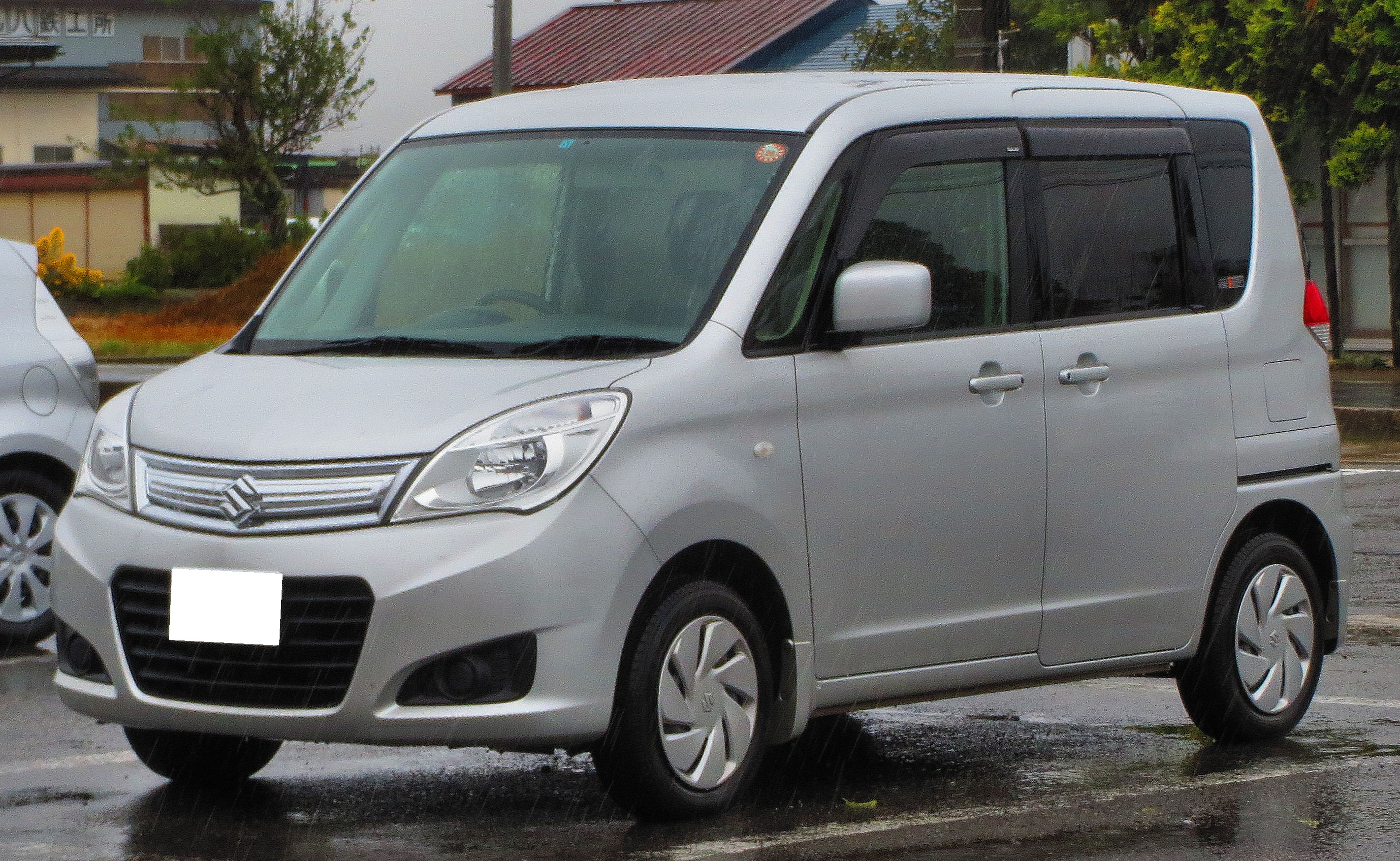
兄弟車鈴木Solio

### 第二代MB36S/MB46S型（2015年-2020年）
詳情請參照鈴木Solio。
2015年 - 12月17日正式發表大改款的第二代Delica D:2，基本機械結構跟Solio並無差別，只有車頭造型和廠徽標誌略為不同。全車系皆為中度混合動力之佈局，動力換裝成全新的1.2L直列四缸DOHC VVT K12C型引擎。全車系標配「e-Assist」行車輔助科技，具備後方碰撞預防、ACC主動巡航、AHB自動遠光燈、車道偏離警示、誤踩油門抑制等功能。
2017年 - 1月26日追隨Solio的腳步推出油電混合車型，以1.2L直列四缸DOHC VVT K12C型引擎搭配亦可發電的MGU（Motor Generator Unit）永磁同步馬達、鈴木汽車首度投入日本本土市場的AGS五速自手排變速箱。100伏特高電壓之鋰離子電池與逆變器合為一體，配置在車室下方，於是車室空間沒有變動。切換至ECO模式時，若以每小時60公里以下的速度定速前進，便自動轉成EV純電行駛。前座座椅不僅能夠調節前後滑移與上下調整，傾斜角度從28度擴展到56度，而且能夠向前傾倒或往後打平。
2018年 - 8月2日實施部分改良，雙色車身塗裝新增藍紅配黑色車頂的組合，除「Hybrid MX」外其餘車型新增換檔撥片，前後保桿及輪圈的設計全部更新。具有FCM主動式智慧煞車輔助功能的「e-Assist」主動安全科技，新增夜間行人辨識功能。

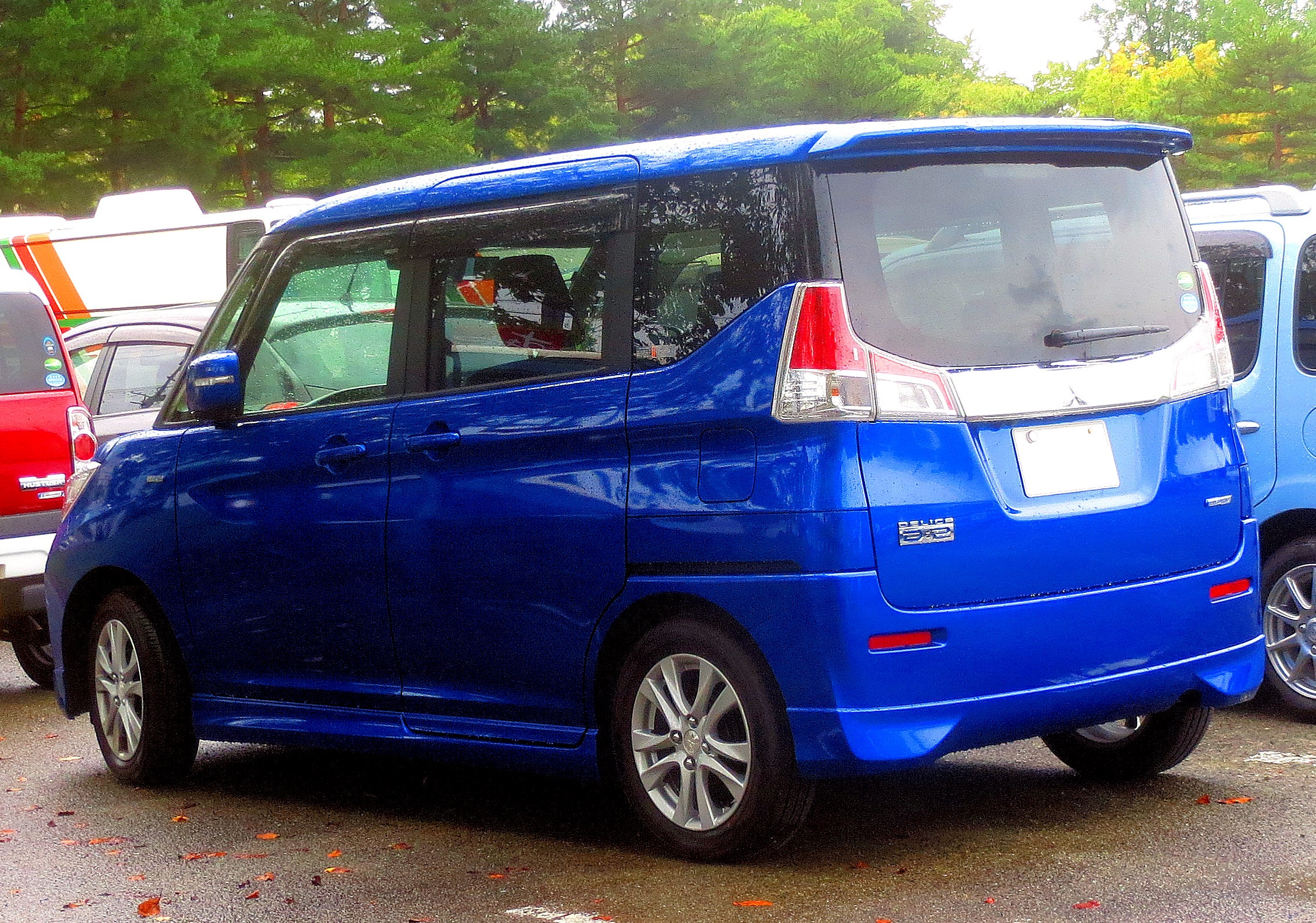
前期型車尾
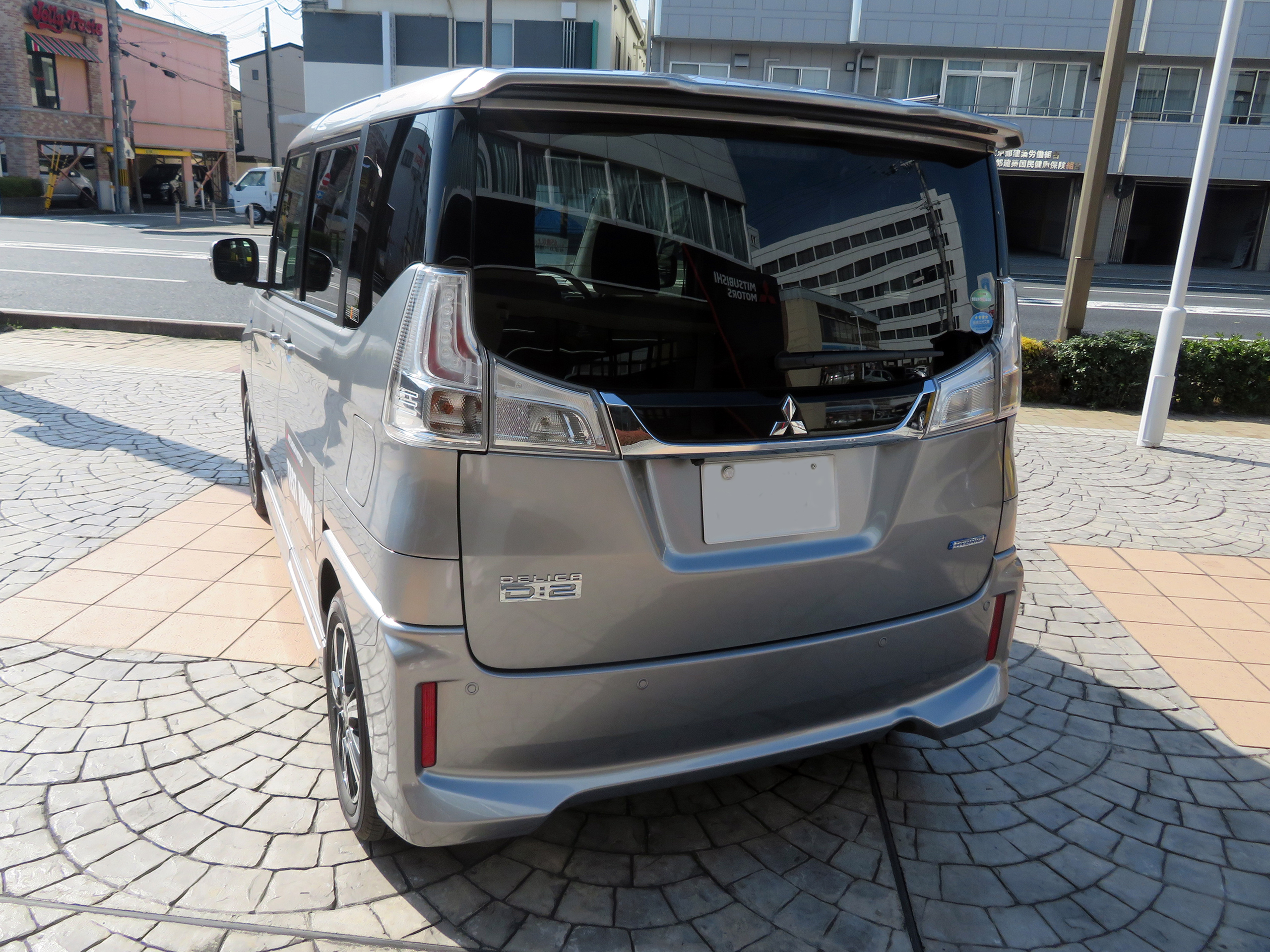
後期型車尾
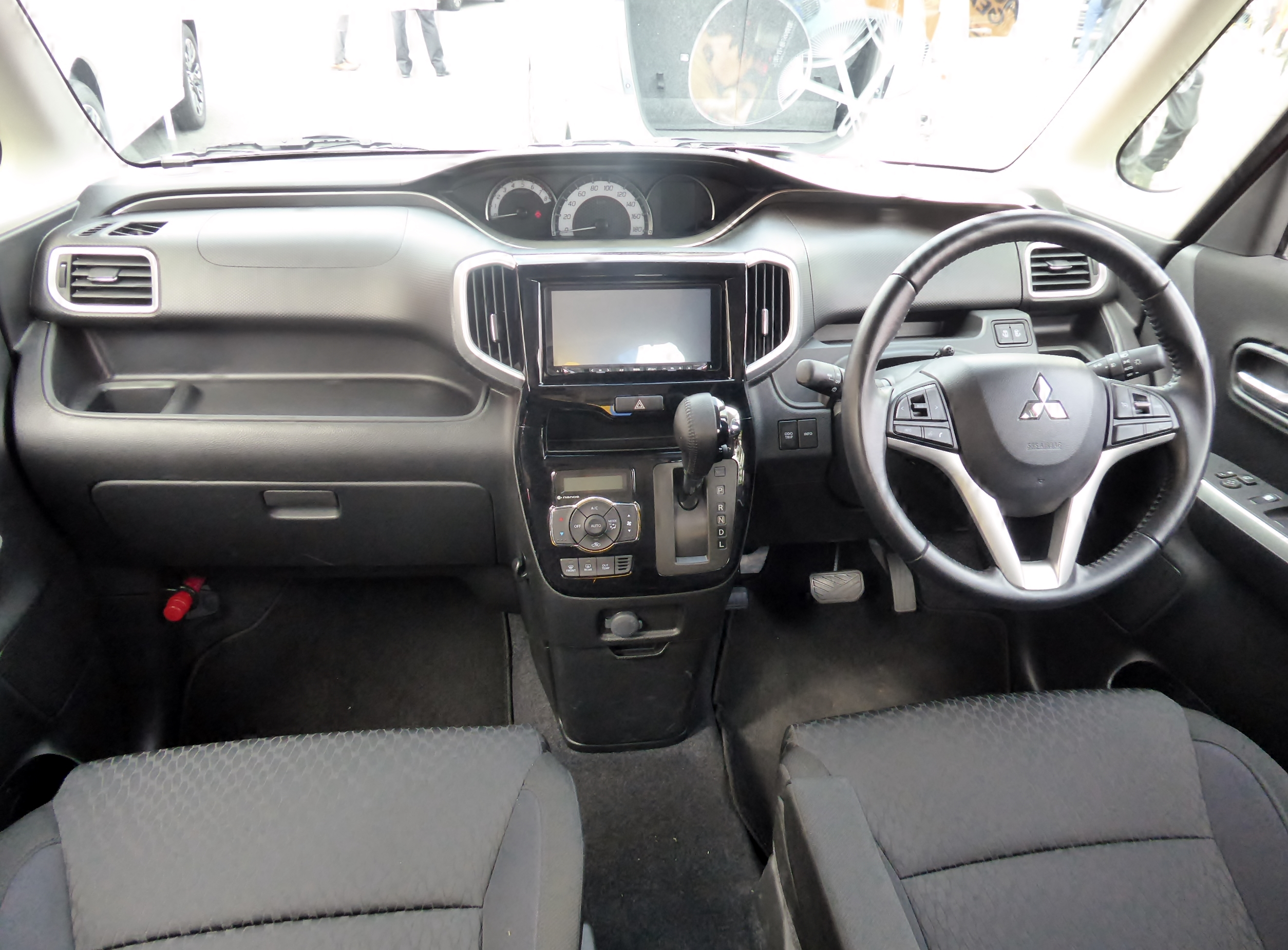
內裝

### 第三代MB37S型（2020年迄今）
詳情請參照鈴木Solio。
2020年 - 大改款的Delica D:2在12月24日正式發表，對應Solio及Solio Bandit而分成Delica D:2及Delica D:2 Custom兩種外型設計；基本機械結構跟Solio並無差別，只有車頭造型和廠徽標誌略為不同。後行李廂空間增長100mm，但迴轉半徑仍控制在4.8公尺內。動力心臟沿用上一代的1.2L直列四缸DOHC VVT K12C型引擎，搭配WA05A型直流同步電動馬達，可輸出最大馬力91ps / 6,000rpm、最大扭力12kg·m / 4,000rpm。
2023年 - 6月8日實行部分改良，「e-Assist」主動安全科技除了全速域ACC主動巡航、FCM智慧煞車輔助、倒車緊急煞停、車道偏離警示、前方起步提醒、道路標誌辨識、自動遠光燈切換等功能，另新增車道偏離輔助系功能，可在車輛偏離車道時主動修正回來。電動滑門導入開關連動功能，不管前門或後門都可以免鑰匙觸碰逕行上鎖。新增車色塗裝，使得Delica D:2有7種單色、Delica D:2 Custom有4種雙色和4種單色共8種選擇。

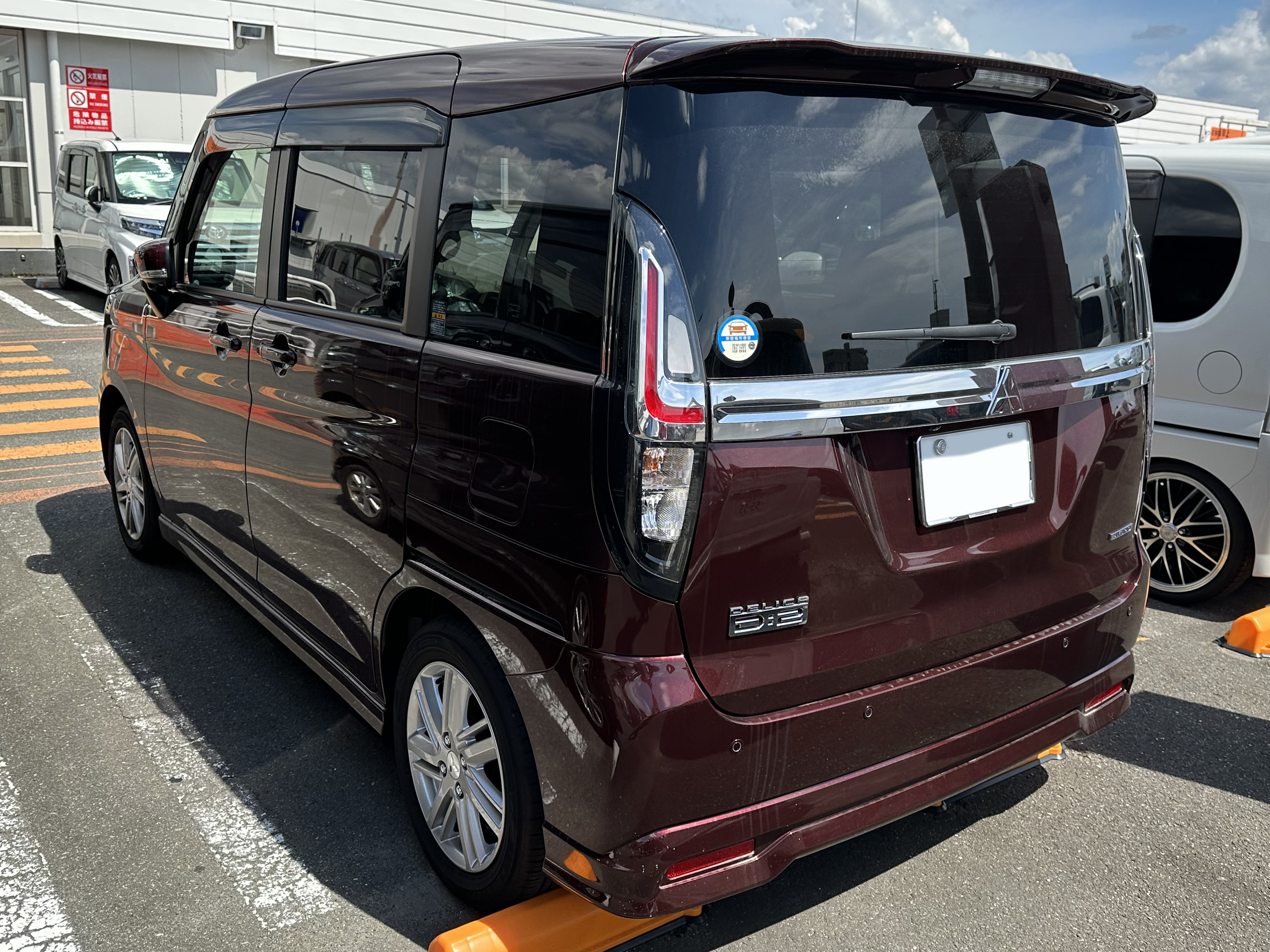
前期型車尾1
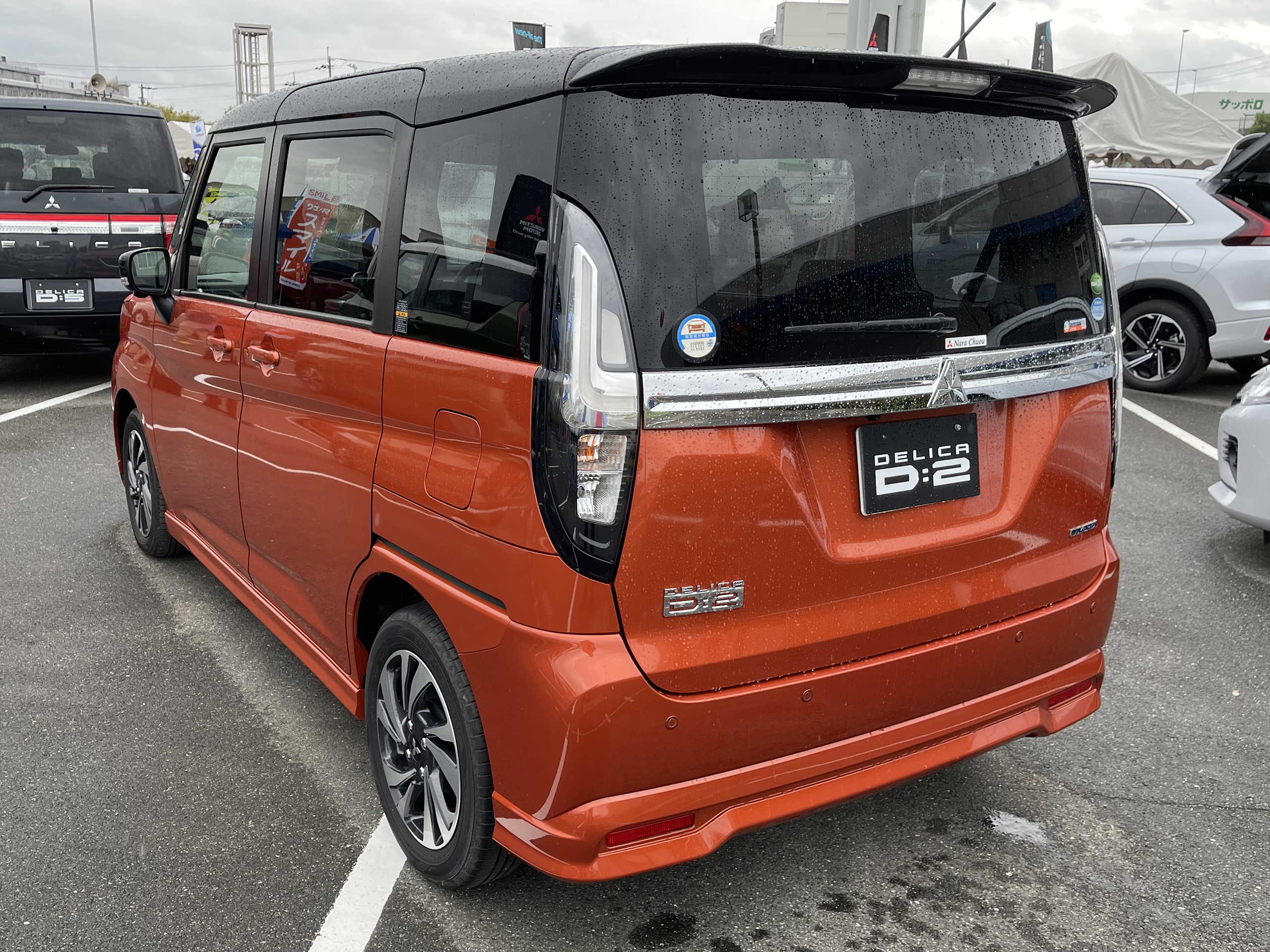
後期型車尾2
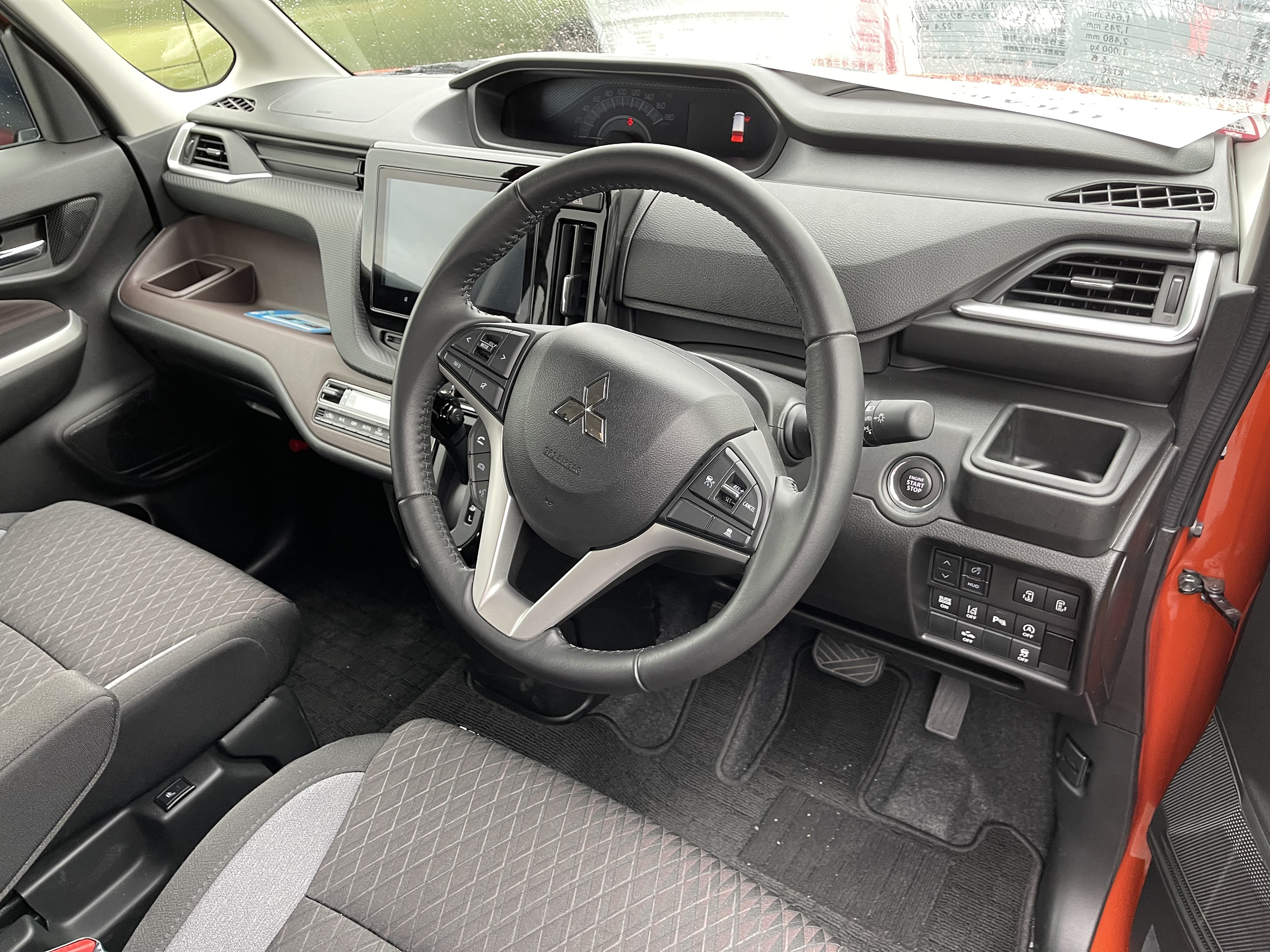
內裝

## 外部連結
- （日語）日本官方網站 （页面存档备份，存于）